# Tisovec (rostlina)
Tisovec je rod jehličnanů z čeledi cypřišovitých, který je nesmírně tolerantní vůči záplavám a do něhož spadají jeden až tři druhy stromů (záleží na taxonomickém pohledu). Jeho vědecké pojmenování je odvozeno od latinského pojmenování tisu taxus a řeckého výrazu εἶδος (eidos), jenž znamená "podobný". V rámci čeledi cypřišovitých jsou mu nejblíž příslušníci podčeledi Taxodioideae, rody patisovec (Glyptostrobus) a kryptomerie (Cryptomeria).
Druhy rodu tisovec se vyskytují v jižní části severoamerického kontinentu a jsou opadavé na severu a poloopadavé až stálezelené na jihu. Jsou to velké stromy, které dorůstají do výše 30 až 46 m a jejichž kmen mívá 2 – 3 m v průměru (výjimečně může dosáhnout až 14 m). Jehlicové listy jsou 0,5–2 cm dlouhé a uspořádány spirálovitě, ale u základny jsou zkroucené a leží ve dvou vodorovných řadách. Kulovité šišky s 10–25 šupinami mají v průměru 2–3,5 cm a každá šupina chrání 1–2 semena. Šišky dozrávají 7–9 měsíců po opylení, kdy se rozpadají, aby mohly uvolnit semena. Samčí (pylové) šišky vyrůstají v převislých hroznech a vypouštějí svůj pyl brzy na jaře. Většina tisovců vytváří vzdušné dýchací kořeny, pokud roste na ve vodě nebo v její těsné blízkosti. Tyto kořeny vystupují nad hladinu vody a měly by napomáhat v přivádění kyslíku do kořenového systému.

## Druhy
Tři stávající taxony rodu Taxodium jsou zde uvedeny jako samostatné druhy, ačkoli někteří botanici je považují pouze za jeden, nanejvýš dva druhy. Ostatní pak považují za variety neboli odrůdy prvního popsaného druhu. Tyto tři taxony rostou v odlišném prostředí a mají rozdílné vztahy, nicméně při vzájemném setkání dochází k jejich křížení.
- Tisovec dvouřadý (Taxodium distichum) (L.) Rich.

Nejznámější druh tisovce roste přirozeně na jihovýchodě USA, od státu Delaware až po Texas, zejména pak v Louisianě a podél Mississippi až hluboko do vnitrozemí v jižní Indianě. Nachází se zejména podél řek, jejichž záplavové území je bohatě zásobováno bahnem.
- Tisovec Montezumův (Taxodium mucronatum) Ten. – Montezumův cypřiš, Ahuehuete

Přirozenou oblastí jeho výskytu je Mexiko, údolní niva řeky Rio Grande na jihu Texasu, a departement Huehuetenango v Guatemale. Na rozdíl od tisovce dvouřadého a vystoupavého je skutečně stálezelený. Nejznámějším tisovcem Montezumovým je takzvaný Tulský strom (španělsky El Árbol del Tule), který roste ve městě Santa Maria del Tule v jihomexickém státě Oaxaca. Je 43 m vysoký a s průměrem kmene 14 m a obvodem 42 m jde zřejmě o nejstatnější strom na světě. Tisovec Montezumův je zejména pobřežní strom, který roste podél vyvýšených říčních břehů, lze ho však také najít v okolí pramenů a močálů, nikoli přímo v nich jako oba druhé tisovce.
- Tisovec vystoupavý (Taxodium ascendens) (Brongn.)

Tento strom se vyskytuje v blízkosti stanovišť tisovce dvouřadého, avšak pouze v jihovýchodní části pobřežní nížiny od Severní Karolíny po Louisianu. Nachází se v klidných řekách s takzvanou černou vodou, v jezerech a močálech bez bohatých zásob bahna.
- † Tisovec pochybný (Taxodium dubium) (Sternb.) Heer

### Dříve sem byly řazeny
- Patisovec převislý (Glyptostrobus pensilis) (Staunton ex D.Don) K.Koch (jako Taxodium japonicum var. heterophyllum Brongn.)
- Sekvoj vždyzelená (D.Don) Endl. ((jako Taxodium sempervirens D.Don)[5]

## Užití

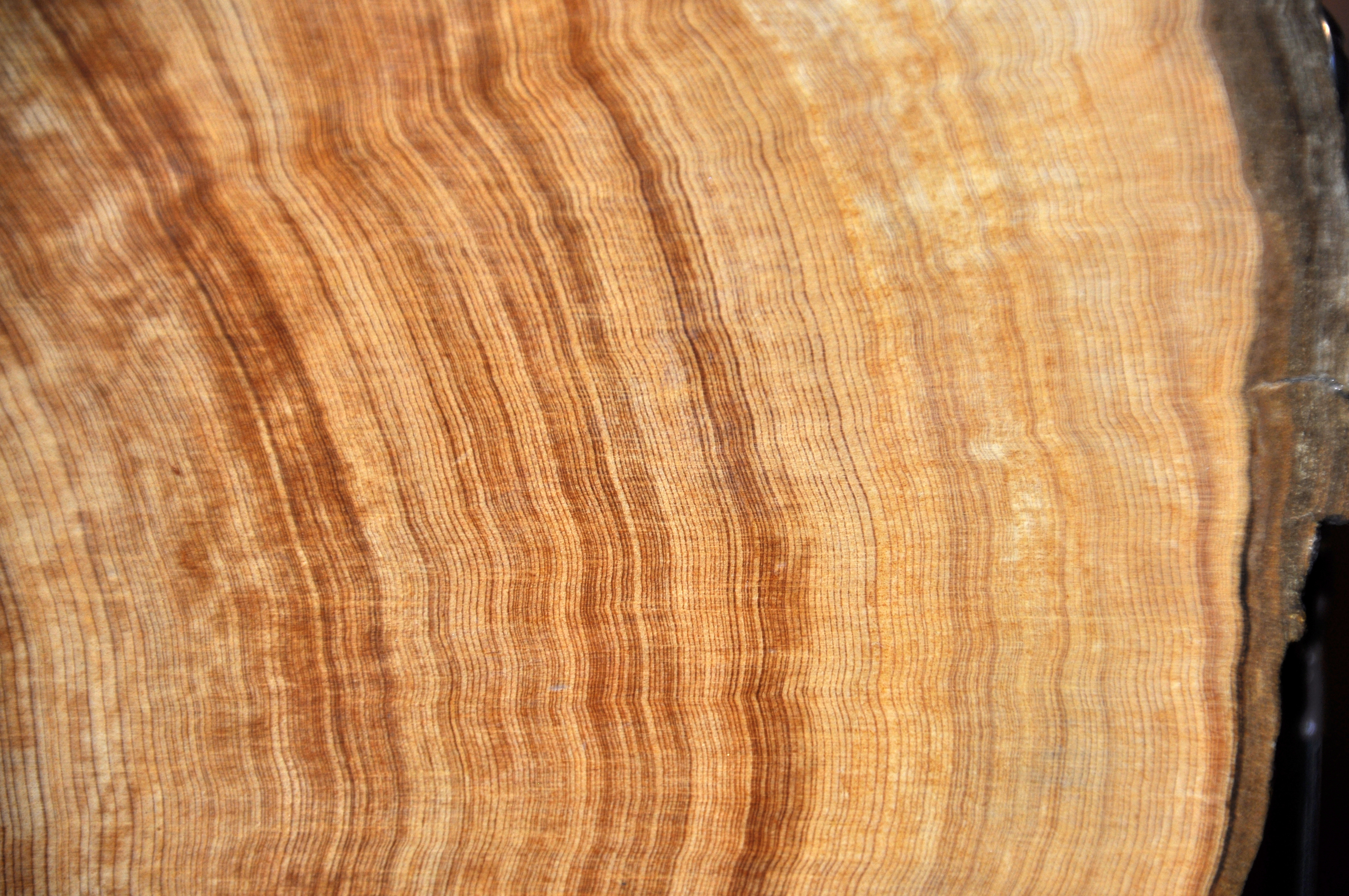
Dřevo tisovce dvouřadého v příčném řezu

Tisovce jsou zvlášť ceněny pro svoje dřevo, neboť jejich bělové i jádrové dřevo je nesmírně odolné vůči hnilobě a termitům. Jádrové dřevo obsahuje seskviterpen zvaný cypresen, který funguje jako přirozený prostředek ochrany dřeva. Cypresenu trvá desítky let, než se v dřevu nahromadí, proto je dřevo pocházející z původních lesů mnohem odolnější než dřevo pocházející ze sekundárních lesů. Nicméně je pravda, že věk také zvyšuje náchylnost k napadení houbou rodu Stereum, která napadá jádrové dřevo a způsobuje jeho vyhnívání, čímž se napadené stromy stávají nepoužitelné pro dřevozpracující průmysl. Dřevo tisovce dvouřadého se dřív na jihozápadě Spojených států často používalo k výrobě střešních šindelů. Kůra těchto stromů slouží jako mulč. Současnou úroveň těžby dřeva tisovců snadno nahrazuje roční přírůstek dřevní hmoty, který je 6× vyšší.

## Historie

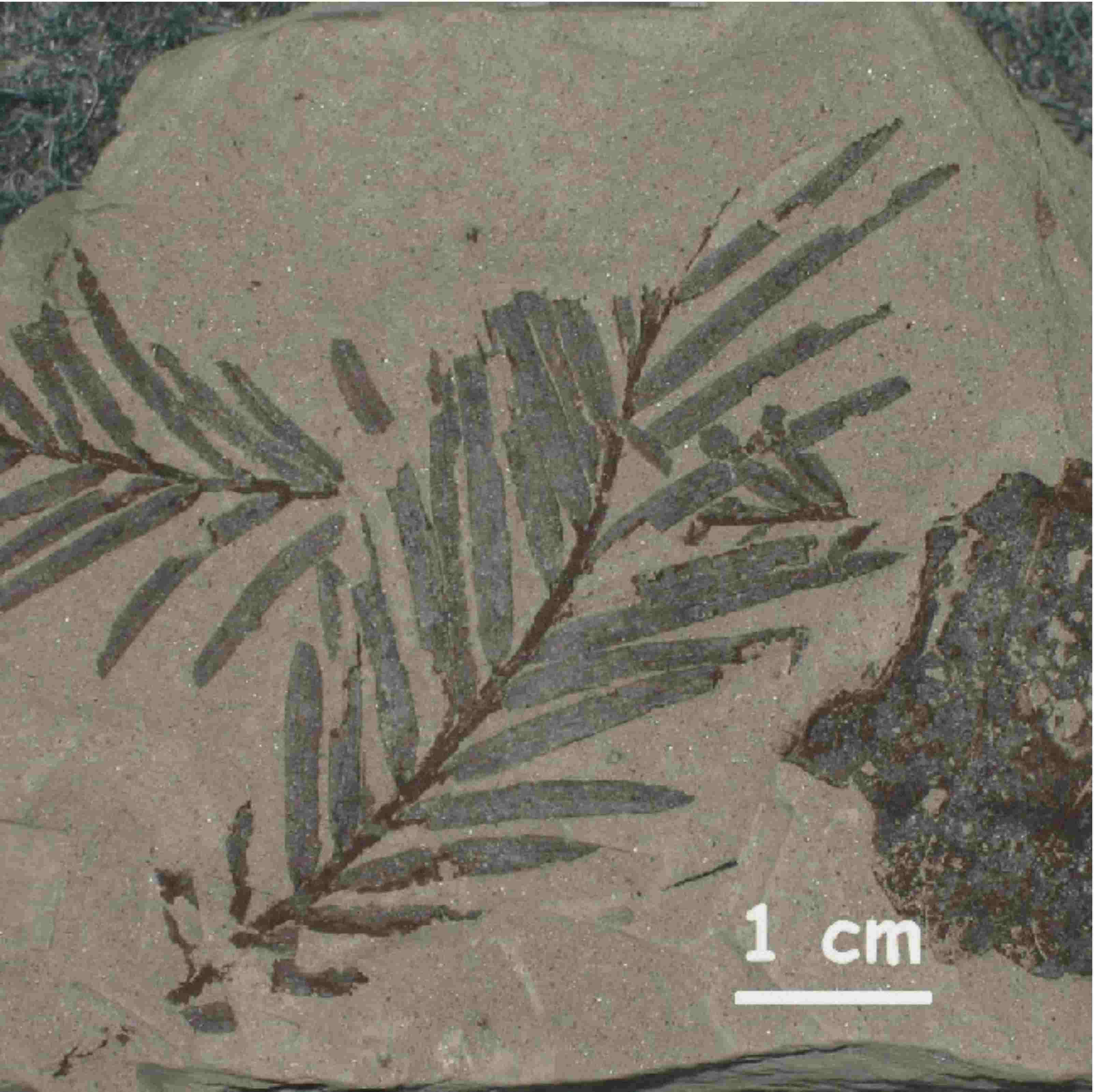
Zkamenělina listu tisovce pochybného z povrchového lignitového dolu v německém Hambachu stará 8 milionů let

V dávné minulosti byli příslušníci rodu tisovec na severní polokouli mnohem rozšířenější, než je tomu dnes. Nejstarší zkameněliny byly objeveny ve svrchně křídových usazeninách v Severní Americe. V Evropě se tisovce udržely prakticky přes celý pliocén až do doby před zhruba 2,5 miliony let.